# 三浦みつる
三浦 みつる（みうら みつる、1954年11月25日 - ）は、日本の元漫画家。神奈川県横浜市中区本牧間門出身。本名：三浦 満（読み同じ）。男性。血液型はO型。代表作に『The・かぼちゃワイン』など。

## 概要
1971年、神奈川県立磯子工業高等学校在学中に「世にも不幸な男の話」で『週刊少年ジャンプ』（集英社）のヤングジャンプ賞を受賞。高校卒業後にサラリーマンを経て、手塚プロダクションのアシスタントを経験。1973年、『さまよう箱は』で第6回手塚賞佳作。1975年、『僕は狂わない』で第9回手塚賞佳作を受賞。
1983年、『The・かぼちゃワイン』で第7回（昭和58年度）講談社漫画賞少年部門受賞。
2017年12月、クラウドファンディング自主制作本『バック・トゥ・The♡かぼちゃワイン』発売。本作品をもって漫画家引退を宣言し、デビュー時から数えて45年以上に渡った漫画家活動に終止符を打った。
現在は絵本作家を目指して勉強中とのこと。2023年4月時点で日本漫画家協会常務理事。

## 作品リスト

### 漫画作品
- もしもしこちらは（講談社『週刊少年マガジン』1977年21号掲載） - 第16回新人漫画賞入選作。
- ハウス（1977年6月、『月刊少年マガジン』、講談社） - 大林宣彦監督による同名映画のコミカライズ。
- SFミステリー 森の鬼人（講談社『週刊少年マガジン増刊号』1977年8月15日号掲載）
- あいつはラプラス（講談社『週刊少年マガジン』1978年11号 - 16号連載） - 単行本未刊行。
- おもしろ倶楽部（全2巻、講談社『月刊少年マガジン』1978年5月号 - 1979年7月号連載）
- きまぐれザンボ（講談社『週刊少年マガジン』1979年34号 - 1980年1号連載） - 単行本未刊行。
- ガラスの狼（講談社『月刊少年マガジン』1979年9月号 - 1980年1月号連載） - 単行本未刊行。
- からくりパックス（全1巻、講談社『月刊少年マガジン』1980年2月号 - 7月号掲載）
- ケサランパサラン（全1巻、講談社『月刊少年マガジン』1980年9月号 - 1981年2月号連載）
- 恋のシャッターチャンス（講談社『週刊少年マガジン』1980年37号掲載） - 『コンビにまりあ』4巻に収録
- The・かぼちゃワイン（全18巻、講談社『週刊少年マガジン』1981年4・5合併号 - 1984年26号連載）- 1982年にアニメ化された。
  - The かぼちゃワインsequel（2001年 - 2002年、コミック伝説マガジン、実業之日本社） - 掲載紙の休刊に伴い中断を余儀なくされる。後、2006年に加筆を加えた完全収録版の単行本が発売される。
  - The かぼちゃワイン Another（2006年 - 2009年、プレイコミック、秋田書店）
  - バック・トゥ・The♡かぼちゃワイン（2017年12月） - クラウドファンディング自主制作本にして、三浦の漫画家生活最後の作品。店頭販売は書泉グランデのみ。
  - The♡かぼちゃワイン First Look（2025年4月11日、立東舎） - 三浦が選んだエピソード13話（2色カラーページ含む）、設定資料など収録[2]。
- お日さま元気（講談社『月刊少年マガジン』1982年4月号 - 6月号連載） - 『The かぼちゃワイン』番外編第2巻に収録。
- ふたりでチェリー（1984年、月刊キャロル、講談社）
- レンズマン（全3巻、原案：E・E・スミス、講談社『週刊少年マガジン』1984年41号 - 1985年18号連載） - アニメとのタイアップ。
- ココナッツAVE.（全6巻、講談社『週刊少年マガジン』1985年38号 - 1986年40号連載）
- 明日美（全1巻、講談社『モーニング』不定期連載、1987年刊） - 現代編。
  - ASUMI（全1巻、講談社『アフタヌーン』1987年2月号 - 12月号連載） - 未来編。
- MR.DOZAEMON（全1巻、スコラ・講談社『コミックバーガー』1986年創刊号 - 1987年6号連載）
- いろはカルテ（全2巻、スコラ・講談社『コミックバーガー』1987年11号 - 1988年23号連載）
  - ファーストメモリー（全3巻、ぶんか社、1990年刊） - 『いろはカルテ』完全版。
- 春日の局（全3巻、スコラ）
- ピンクスパット（全2巻、講談社）
- 苺でパイナップリン（全1巻、ぶんか社、1990年刊）
- 浮世のふくろう（全1巻、ぶんか社、1990年刊）
- シンデレラの忘れ物 三浦みつる傑作集（全1巻、集英社、1991年刊）
- 緋牡丹市民（全1巻、スコラ、1992年刊）
- 愛しのタワリシチ（全1巻[注釈 1]、実業之日本社、1992年刊）
  - 続・愛しのタワリシチ（全1巻）
- 愛しゃるリターン（全6巻、日本文芸社、1994年 - 1995年刊）
- トリガー（全1巻[注釈 1]、原作：和泉聖治、日本文芸社、1996年刊）
- レディーQ（全1巻[注釈 1]、日本文芸社、1997年刊）
- 涙を拭いて（原作：剣名舞）
- Alohaストリート - SGS、パチンコ店の景品としてのみ配布されたコミックブレイクにて連載。
- コンビにまりあ - 2001年にTVドラマ化。
- 天才調香師 宝条ミカ
- ワンダフル
- エロタン（プレイコミック、秋田書店）
- 華姫レビュー
- セラピスト粧子

### キャラクターデザイン
- ミュウ - 網地島ラインのフェリー「マーメイド」のイメージキャラクター[3]
- ねりちゃん、マポ君 - 練馬警察署 防犯オリジナルキャラクター[4][5][6]

### 画集
- 『LOVELY GIRLS MIURA MITSURU ILLUSTRATIONS』（2024年8月23日、立東舎） - 作者初となる自選画集[7] ISBN 978-4-84564-094-2

## 師匠
- 手塚治虫

## アシスタント
- 神谷一郎
- くさのあきひろ

## テレビ出演
- 教えてもらう前と後（2018年3月6日、TBS系列） - 手塚治虫の元アシスタントとして出演。源氏物語絵巻と手塚マンガの共通作画技法などについて語った。

## 関連作品
- ブラック・ジャック創作秘話〜手塚治虫の仕事場から〜（2009年、秋田書店） - アシスタント時代の三浦が登場。
- ブラック・ジャックREAL〜感動の医療体験談〜（2013年、秋田書店） - 実話を元にしたストーリーに、手塚治虫のアシスタント経験者らが絵を描いた作品集。三浦も一篇を担当。

## その他の活動
- 日本漫画家協会の常務理事を務めている。